# Joe Murphy (Schlagzeuger)
Joseph „Joe“ Murphy (* um 1910; † nach 1950) war ein US-amerikanischer Jazz- und Rhythm-&-Blues-Musiker (Schlagzeug).

## Leben und Wirken
Murphy spielte ab den späten 1930er-Jahren bei Ace Harris and His Sunset Royal Orchestra (mit dem 1937 in New York erste Aufnahmen für Vocalion entstanden), in den folgenden Jahren mit Doc Wheeler, von 1946 bis 1949 im Erskine Hawkins Orchestra, in dem er Kelly Martin ersetzte. In den 1950er-Jahren wirkte er bei Aufnahmesessions von Willie Bryant, Bobby Smith, Eddie Mack, Willis „Gator“ Jackson und Quincy Jones mit. Im Bereich des Jazz und R&B war er zwischen 1937 und 1950 an 22 Aufnahmesessions beteiligt.